# 桂文華
桂 文華（かつら ぶんか、本名：増田 智彦、1964年7月14日 - ）は、落語家。大阪府羽曳野市出身。上方落語協会会員。出囃子は「千金丹」。

## 人物
芸名の由来は華のある噺家になってほしいと意味から名付けられたという。
中学2年のとき、全校生徒の前で覚えたばかりの落語を披露したのがこの世界に入るきっかけ。大阪府立生野高等学校、関西学院大学理学部化学科在学中は落語研究会に所属した。24歳の時には舌癌を患ったが克服。1988年6月、関西学院大学を中退し、3代目桂小文枝に入門した。
2000年より、毎年11月3日（文化の日）に独演会「文華の日」を開催している。
枕で「上方落語界の妖怪人間ベロです」と振る。
弟子には桂華紋がいる。また、一般向けのNHK文化センター落語教室の教え子に女優の竹原芳子（旧芸名：どんぐり）がいる。

## 受賞歴
- 1996年　なにわ芸術祭 新人奨励賞
- 1997年　なにわ芸術祭 新人賞
- 2003年　大阪文化祭賞 奨励賞
- 2008年　第3回繁昌亭大賞 爆笑賞
- 2008年　文化庁芸術祭 優秀賞
- 2009年　第4回繁昌亭大賞 奨励賞
- 2010年　第5回繁昌亭大賞 大賞